# Feldzeichen des Landesverbandes der Bürgerwehren und Stadtgarden Württemberg-Hohenzollern
Das Feldzeichen des Landesverbandes der Bürgerwehren und Stadtgarden Württemberg-Hohenzollern ist eine im Jahre 1965 von Peter Wacker gestaltete und von Philipp Albrecht Herzog von Württemberg gestiftete Standarte für alle Bürgerwehren und berittenen Garden in Württemberg-Hohenzollern. Das Feldzeichen wird im jährlichen Turnus beim Landestreffen der Wehren vor der Abhaltung des Großen Zapfenstreiches vom alten Bewahrer an den neuen Bewahrer des Feldzeichens übergeben. Es hat die vergrößerten Standartenmaße von 800 × 800 mm und ist tragbar für die berittenen und unberittenen Garden.

## Rückseite des Feldzeichens
Die Parade- und Rückseite des Feldzeichens der von links kommenden Standarte ist identisch mit der Standarte der Stadtgarde zu Pferd Tübingen. Auf rotem Grund steht oben der alte Spruch des Adelshauses Württemberg „Hie gut Württemberg Allweg“ und unten „Gestiftet von Herzog Philipp 1965“. Die Schildhalter, rechts ein schwarzer Löwe und links ein goldener Hirsch, stehen auf einem karmesinroten Band des Ordens der Württembergischen Krone mit der von links nach rechts laufenden Devise Württembergs „furchtlos und trew“. Mittig unter der württembergischen Königskrone das gevierte königlichen Wappen. Oberschwaben, die ehemalige österreichische Landvogtei, erhält drei übereinanderstehende staufische Löwen auf goldenem Grund, für Teck schwarze goldene Wecken, für Markgröningen in blau die Reichssturmfahne in Gold mit schwarzem Reichsadler, für Mömpelgard in rot zwei voneinander abgekehrte goldene Barben.

## Vorderseite des Feldzeichens
Auf der Vorderseite des Feldzeichens steht mit goldbestickter Inschrift „Bürgerwehren in Württemberg und Hohenzollern“ auf leicht gelblicher Seide. Darunter das damals neu gestaltete Wappen des Verbandes. Es wird umschlossen von einem Lorbeer- und Eichenlaubkranz. Es steht auf in Gold gestickten Worten „Gott – Heimat – Vaterland“. Das Wappen nimmt seinen Rückgriff auf das Wappen des Schwäbischen Reichskreises aus dem späten 17. Jahrhundert. Der Reichskreis entsprach damals in etwa dem heutigen Bundesland Baden-Württemberg. Der obere Schildteil ist schwarz mit weißem Kreuz, darunter die drei staufischen schwarzen rotgezungten Löwen symbolisch für das ganze Landeswappengebiet. Ein schwarzer Löwe, Treue, Wachsam- und Standhaftigkeit verkündend, hält den Schild. Löwe und Schild stehen vor einer roten Ziegelmauer, ein Sinnbild für die wehrhafte Gemeinde. Der Hintergrund ist ein silberner Himmel, damit kommt auch die Wappenfarbe von Hohenzollern schwarz und silber vor.
Das ehemalige königliche Haus befürwortete nach einer Begutachtung die Standarte. Der Auftrag ging an die Firma Carl Neff in Biberach. Die Standarte wurde zum ersten Mal beim Landestreffen in Weingarten am 1. Juli 1966 ausgeführt und von Pater Basilius Nägele im Rahmen eines Feldgottesdienstes geweiht. Carl Herzog von Württemberg übergab in Vertretung seines Vaters das Verbandsfeldzeichen den Wehren. Im Jahre 1998 wurde das Feldzeichen repariert und restauriert.

## Feldzeichen tragende Verbände
- Bürgergarde der Stadt Ravensburg
- Bürgergarde Ellwangen
- Bürgergarde Esslingen
- Bürgergarde Friedrichshafen
- Bürgergarde Hechingen
- Bürgergarde Hüttlingen
- Bürgergarde Neuhausen
- Bürgergarde Schömberg
- Bürgergarde zu Pferd Altshausen ”Gelbe Husaren”
- Bürgermilitärcorps Mittelbiberach
- Bürgerwache Crailsheim 1830
- Bürgerwache Mengen
- Bürgerwache Rottenburg
- Bürgerwache Saulgau
- Bürgerwehr Amtzell
- Bürgerwehr Bad Urach
- Bürgerwehr Dietenheim
- Bürgerwehr Laimnau
- Bürgerwehr Lauchheim
- Bürgerwehr Munderkingen
- Bürgerwehr Niederwangen
- Bürgerwehr Riedlingen
- Bürgerwehr Trochtelfingen
- Bürgerwehr Waldburg
- Historische Bürgerwache Ehingen
- Historisches Schützencorps Bad Mergentheim
- Hohenzollern-Kürassiere Sigmaringen
- Königsdragoner Ochsenhausen
- Siederschützenkompanie Schwäbisch Hall
- Stadtgarde zu Pferd Saulgau
- Stadtgarde zu Pferd Stuttgart
- Stadtgarde zu Pferd Tübingen
- Stadtgarde zu Pferd Weingarten